# Paper craft
Cet article possède un paronyme, voir Papier kraft.
 (juillet 2021).
Si vous disposez d'ouvrages ou d'articles de référence ou si vous connaissez des sites web de qualité traitant du thème abordé ici, merci de compléter l'article en donnant les références utiles à sa vérifiabilité et en les liant à la section « Notes et références ».
 (juillet 2021).
La mise en forme du texte ne suit pas les recommandations de Wikipédia : il faut le « wikifier ».
Les points d'amélioration suivants sont les cas les plus fréquents :
- Les titres sont pré-formatés par le logiciel. Ils ne sont ni en capitales, ni en gras.
- Le texte ne doit pas être écrit en capitales (les noms de famille non plus), ni en gras, ni en italique, ni en « petit »…
- Le gras n'est utilisé que pour surligner le titre de l'article dans l'introduction, une seule fois.
- L'italique est rarement utilisé : mots en langue étrangère, titres d'œuvres, noms de bateaux, etc.
- Les citations ne sont pas en italique mais en corps de texte normal. Elles sont entourées par des guillemets français : « et ».
- Les listes à puces sont à éviter, des paragraphes rédigés étant largement préférés. Les tableaux sont à réserver à la présentation de données structurées (résultats, etc.).
- Les appels de note de bas de page (petits chiffres en exposant, introduits par l'outil «  Source ») sont à placer entre la fin de phrase et le point final[comme ça].
- Les liens internes (vers d'autres articles de Wikipédia) sont à choisir avec parcimonie. Créez des liens vers des articles approfondissant le sujet. Les termes génériques sans rapport avec le sujet sont à éviter, ainsi que les répétitions de liens vers un même terme.
- Les liens externes sont à placer uniquement dans une section « Liens externes », à la fin de l'article. Ces liens sont à choisir avec parcimonie suivant les règles définies. Si un lien sert de source à l'article, son insertion dans le texte est à faire par les notes de bas de page.
- La présentation des références doit suivre les conventions bibliographiques. Il est recommandé d'utiliser les modèles {{Ouvrage}}, {{Chapitre}}, {{Article}}, {{Lien web}} et/ou {{Bibliographie}}. Le mode d'édition visuel peut mettre en forme automatiquement les références.
- Insérer une infobox (cadre d'informations à droite) n'est pas obligatoire pour parachever la mise en page.

Pour une aide détaillée, merci de consulter Aide:Wikification.
Si vous pensez que ces points ont été résolus, vous pouvez retirer ce bandeau et améliorer la mise en forme d'un autre article.

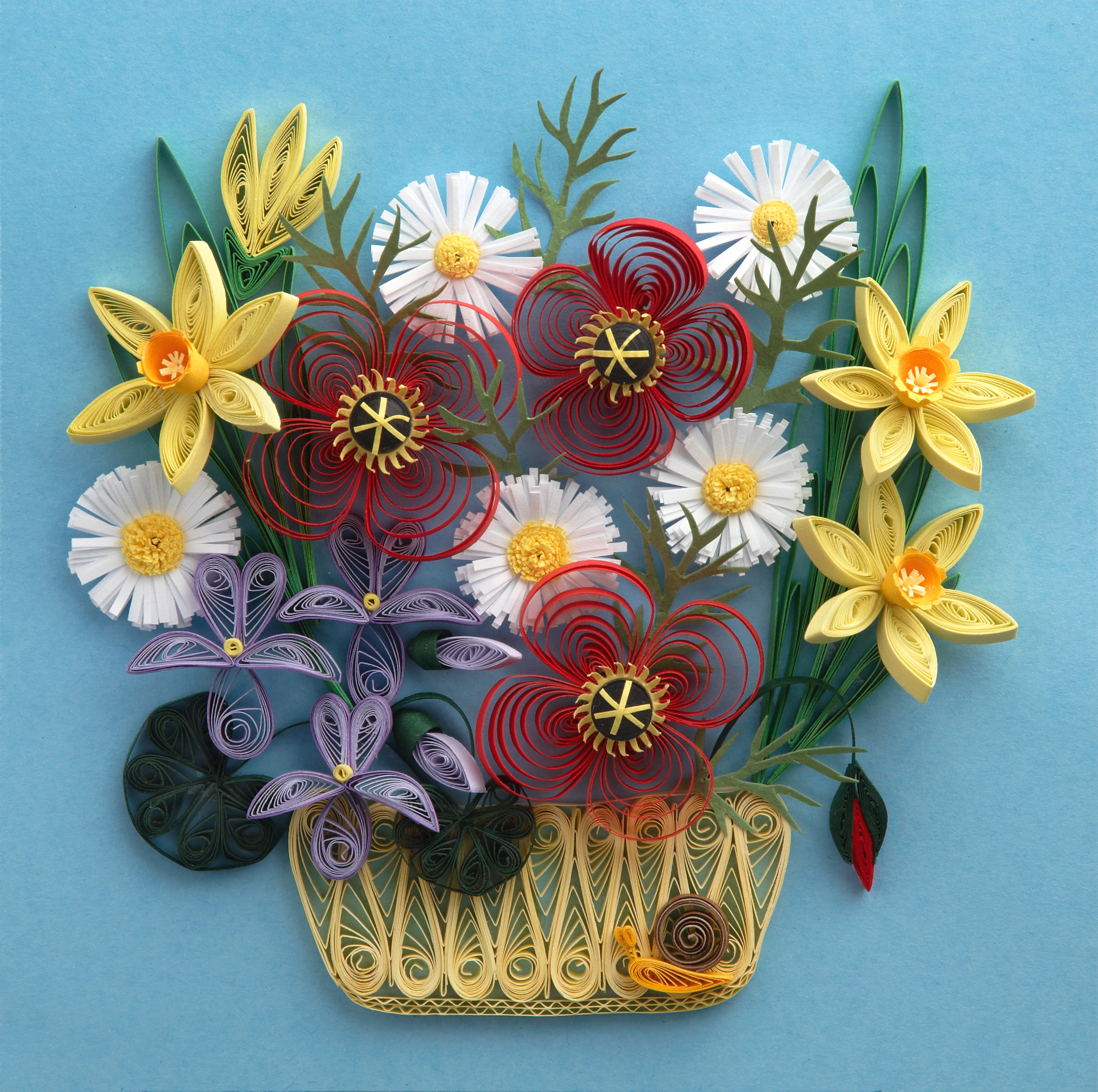
Un panier de fleurs en papier

Le Paper craft est un terme anglais qui désigne un artisanat utilisant du papier ou du carton comme principal support artistique pour la création d'objets en deux ou en trois dimensions. Le papier se prête à un large éventail de techniques et peut être plié, courbé, coupé, collé ou même superposé. 
La plupart des sociétés utilise le papier comme support artistique, cela dit, certains types d'artisanat sont particulièrement associés à un pays ou à une culture spécifique. Dans les pays des Caraïbes, par exemple, le paper craft est unique à la culture caribéenne et il reflète l'importance des animaux indigènes dans la vie des gens.
En plus de sa valeur esthétique, diverses formes de paper craft sont utilisées dans l'éducation des enfants. Le papier est un support peu coûteux, facilement disponible et plus facile à utiliser que des supports plus complexes généralement utilisés dans la création d'œuvres d'art en trois dimensions, comme la céramique, le bois et les métaux. Il est également plus agréable à travailler avec de la peinture. Le paper craft peut également être utilisé dans un contexte thérapeutique, offrant aux enfants un excellent moyen d'exprimer leur créativité .

## Le papier plié
Le mot papier vient du mot papyrus qui désigne un matériau fabriqué à partir de roseaux en Égypte dès le IIIe millénaire av. J.-C. En effet, le premier exemple connu de "papier plié" est une ancienne carte égyptienne, dessinée sur du papyrus et pliée en formes rectangulaires comme une carte routière moderne. Cependant, il ne semble pas que le pliage complexe du papier comme forme d'art ait existé avant l'introduction des papiers à base de pâte de bois.
Le tout premier origami japonais date du VIe siècle apr. J.-C.. Dans une grande partie de l'occident, le terme origami est utilisé afin de désigner une technique de pliage de papier, bien que le terme se réfère en fait uniquement à l'art du pliage de papier au Japon . D'autres techniques de pliage du papier sont également connues en Chine (le Zhezhi) et en Corée (le Jong-ie-jeop-gi), ou encore en occident avec les bateaux et les avions en papier traditionnels.

## Papier découpé

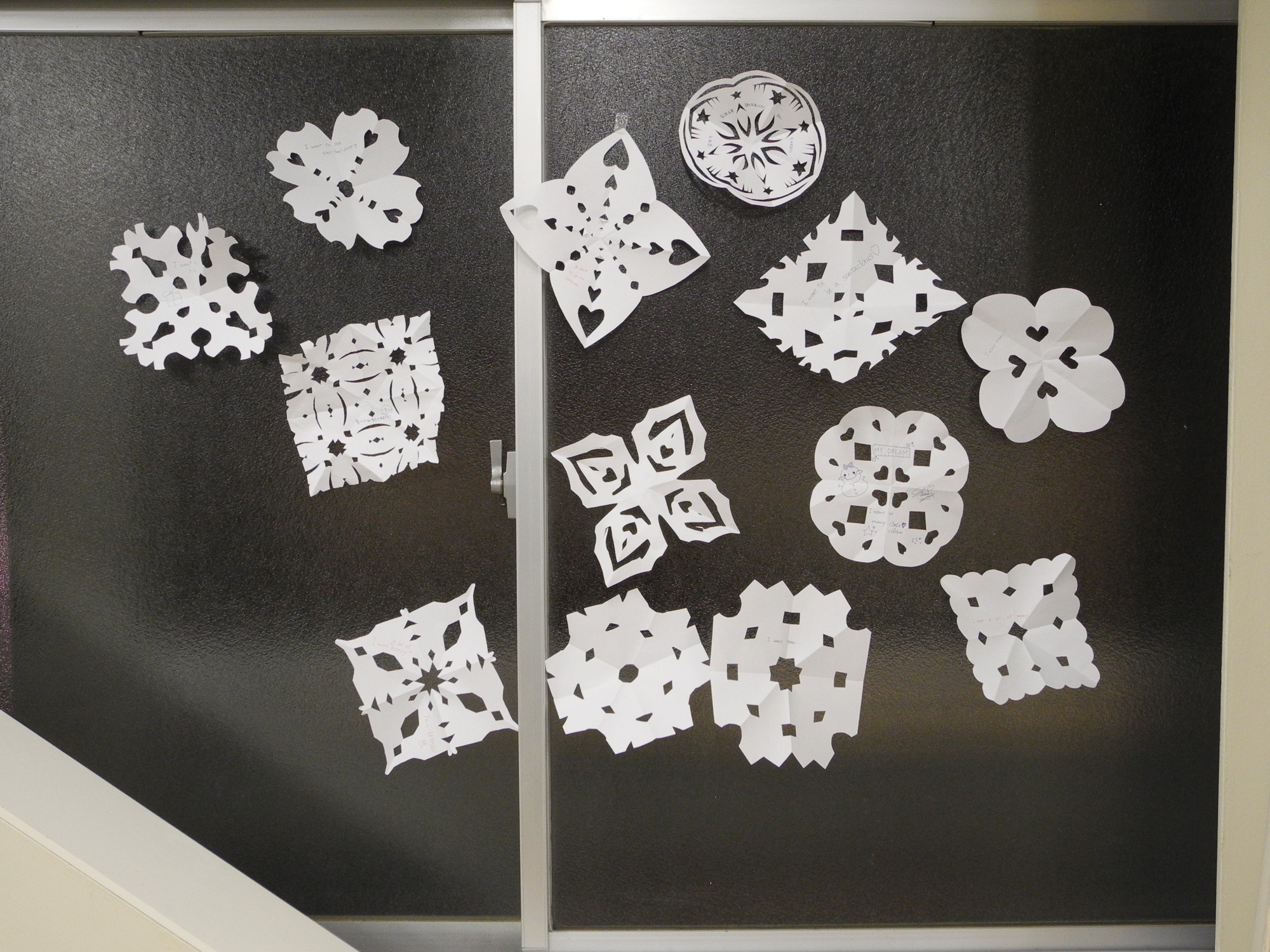
Flocons de neige en papier

Le papel picado, tel qu'il est pratiqué au Mexique et dans d'autres endroits d'Amérique latine, se fait à l'aide de ciseaux permettant de découper 50 à 100 feuilles à la fois, tandis que le découpage du papier chinois utilise des couteaux ou des ciseaux qui peuvent couper jusqu'à 8 feuilles. Wycinanki et d'autres techniques européennes se font généralement sur une seule feuille. Pour chacune de ces traditions, les feuilles en papier sont d'abord pliées avant d'être coupées afin d'obtenir des motifs symétriques.

## Le Paper craft3D

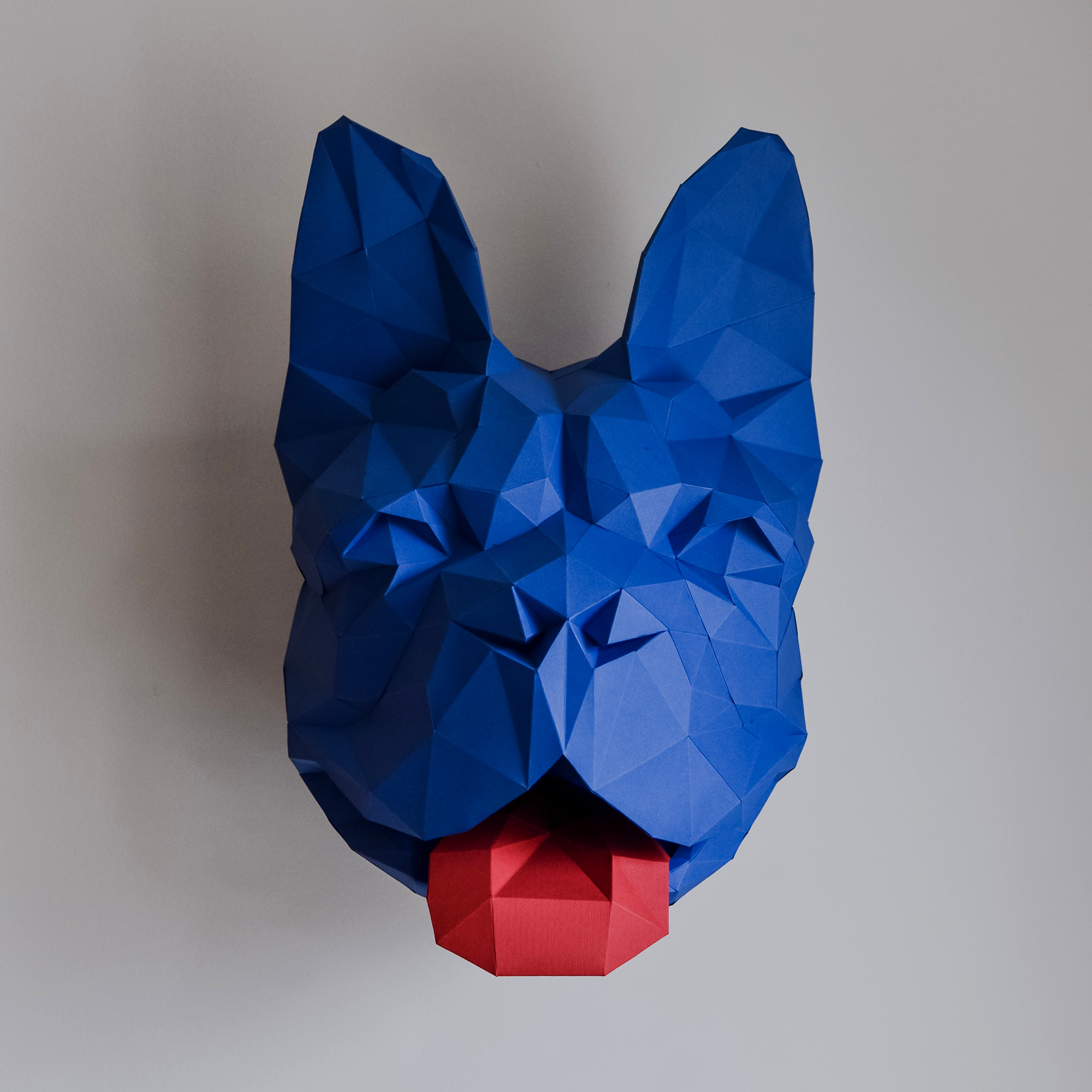
Bouledogue français en papier Ecogami.

Le "paper craft 3D" est une technique qui reproduit en papier un modèle en 3D. Les facettes du modèle 3D sont "dépliées" en un patron imprimable. La sculpture en papier s'assemble à l'aide de languettes, de colle, de lignes de découpe et de lignes de pli.

## Les types
- Scrapbooking
- Fleurs en papier
- Papier mâché
- Origami
- Paperolles (quilling)
- Fabrication du papier
- Reliure de livre
- Maquette en carton

## Voir également
- Mouvement artistique
- Cartonería, un artisanat traditionnel du Mexique, dont les piñatas sont l'un des nombreux exemples
- Arts décoratifs
- Artisanat